# パル企画
株式会社パル企画（パルきかく、英語: PAL ENTERTAINMENTS PRODUCTION Inc.）は、日本の映画会社。
1981年10月16日に設立され、映画の配給や関連商品の販売などの事業も行っている。
2006年4月12日に映画監督の黒木和雄が亡くなった際には連絡先となった。

## 作品

### 主な製作映画
- 『横浜ばっくれ隊』 - （1994年、中田信一郎監督）イメージファクトリー・アイエムと共同製作 配給
- 『熱血ゴルフ倶楽部』 - （1994年、児玉高志監督）一般映画デビュー作
- 『裏ゴト師』 - （1995年、中田信一郎監督）近代映画協会と共同製作
- 『すももももも』 - （1995年、今関あきよし監督）テレビ東京と共同製作 配給
- 『ろくでなしBLUES』 - （1996年、那須博之監督）ポニーキャニオン、テレビ東京と共同製作 配給
- 『THE DEFENDER』 - （1997年、小中和哉監督）イメージファクトリー・アイエム、テレビ東京、サントリーと共同製作 配給
- 『ろくでなしBLUES 98』 - （1998年、室賀厚監督）ポニーキャニオンと共同製作 配給
- 『タイムリープ』- （1998年、今関あきよし監督）バンダイビジュアル、セガ・エンタープライゼスと共同製作 配給
- 『悪魔が棲む家2001』- （2001年、宮下昇監督）
- 『パチスロひとり旅』- （2001年、後藤大輔監督）アイディーディー、ジャミス、日本スカイウェイと共同製作 配給
- 『Star Light』- （2001年、金澤克次監督）
- 『恐怖学園』- （2001年、山口誠 監督作品） 「死神少女」
- 『十七歳』- （2002年、今関あきよし監督）
- 『父と暮せば』- （2004年、黒木和雄監督）衛星劇場、バンダイビジュアル、日本スカイウェイ、テレビ東京メディアネット、葵プロモーションと共同製作 配給
- 『日野日出志のザ・ホラー怪奇劇場』（2004年10月2日、12月4日）ジャパンケーブルキャスト、ポニーキャニオン、コモンウェルスエンターテインメントと共同製作
- 『誰がために』- （2005年、日向寺太郎監督）ジャパンケーブルキャスト、バンダイビジュアル、ワコーメリオルと共同製作 マジックアワーと共同配給
- 『紙屋悦子の青春』- （2004年、黒木和雄監督）バンダイビジュアル、アドギア、テレビ朝日、ワコーと共同製作 配給
- 『火垂るの墓』- （2005年、日向寺太郎監督）ポニーキャニオン、佐久間製菓、トルネード・フィルム、ジョリー・ロジャーと共同製作 配給
- 『天使がくれたもの』（2007年、中田信一郎監督）ポニーキャニオン、スターツ出版と共同製作 パル企画 配給
- 『夢のまにまに』（2008年、木村威夫監督）ポニーキャニオン、トルネード・フィルムと共同製作 配給
- 『恋谷橋 La Vallee de l'amour』（2011年、後藤幸一監督）
- 『爆心 長崎の空』（2013年、日向寺太郎監督）メディアファクトリー、日本スカイウェイ、長崎放送、長崎ケーブルメディアと共同製作 配給
- 『チャットゾーン』（2017年4月3日、秋葉原映画祭で初上映）[2]
- 『ハッピーメール』（2018年、井上春生監督）
- 『三大怪獣グルメ』（2020年、河崎実監督）電通、竹書房、リバートップ、モバコン、JVCケンウッド・ビクターエンタテインメントと共同製作 配給
- 『遊星王子2021』（2021年、河崎実監督）配給

## 広告
2000年代中頃まで、本社所在地に近い、都営浅草線浅草駅のホームにパル企画の広告を出稿しており、デビュー当時（『すももももも』主演時）の浜崎あゆみ、持田真樹の写真が掲載されていた。